# Antonia (canción de Gondwana)
«Antonia» es una canción compuesta y escrita por Alexcy Cárdenas, e interpretada por Gondwana, grupo del cual el autor era baterista. Fue publicada en 2000 como uno de los  sencillos del álbum Alabanza - Por la fuerza de la razón.

## Antecedentes
La canción fue compuesta por Alexcy Cárdenas para su hija, como una muestra de afecto paternal. Tras el lanzamiento de Alabanza - Por la fuerza de la razón, el álbum vendió más de 90 000 copias y «Antonia» se convirtió en una de las composiciones más emblemáticas de la banda. Veinte años después de su lanzamiento, superó las treinta millones de reproducciones en una plataforma de contenido musical, posicionándose entre las treinta canciones chilenas más escuchadas.
En 2019, el sencillo fue escogido por el Hogar de Cristo y el Desafío Levantemos Chile para ser interpretado en «La ruta de los violines», una instancia benéfica que repartía instrumentos a lo largo del país.